# Jamón serrano

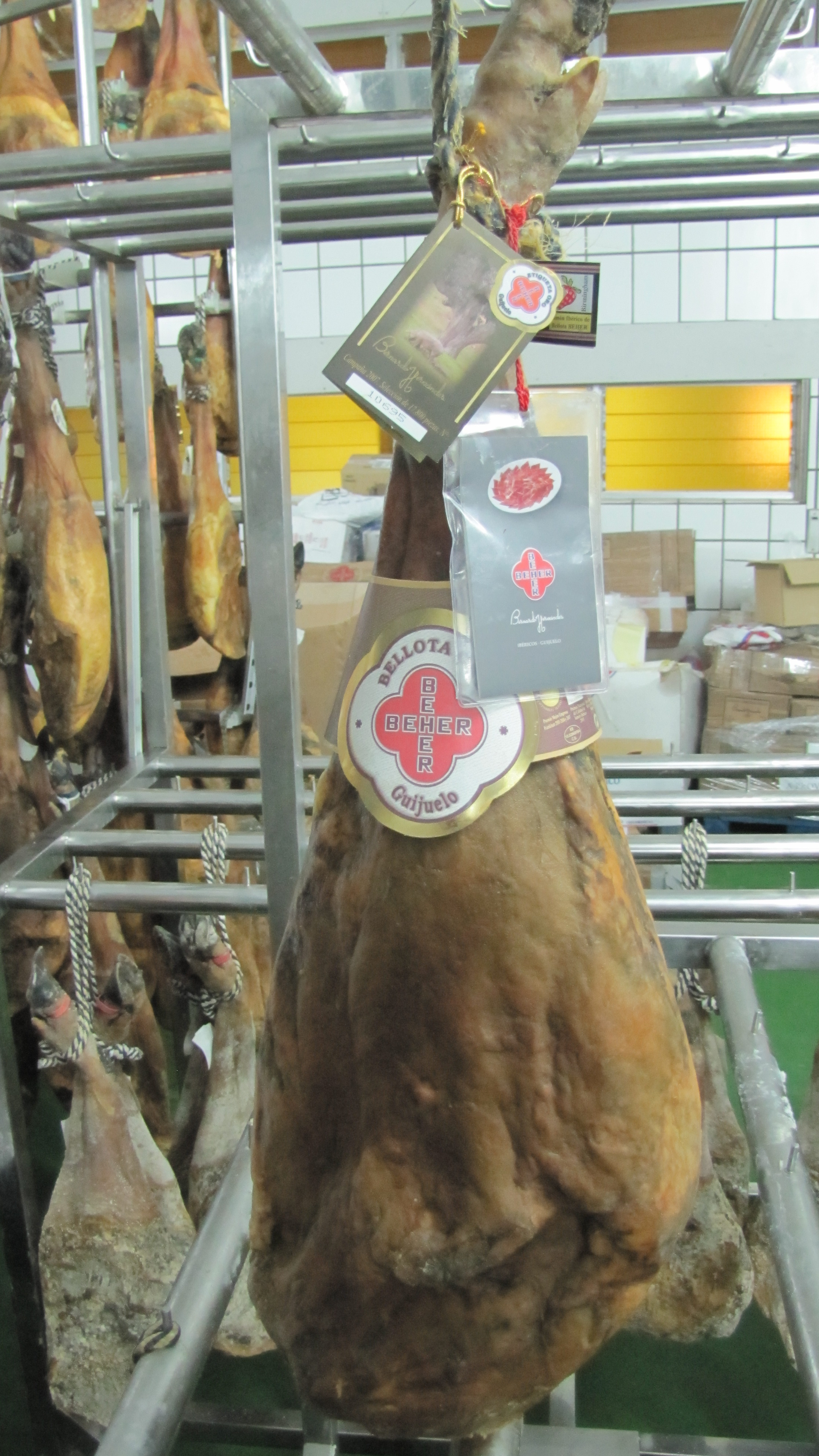
BEHER „Bellota Oro”, w Guijuelo, został uznany za „Najlepszą szynkę świata” na targach IFFA Delicat w latach 2007 i 2010.

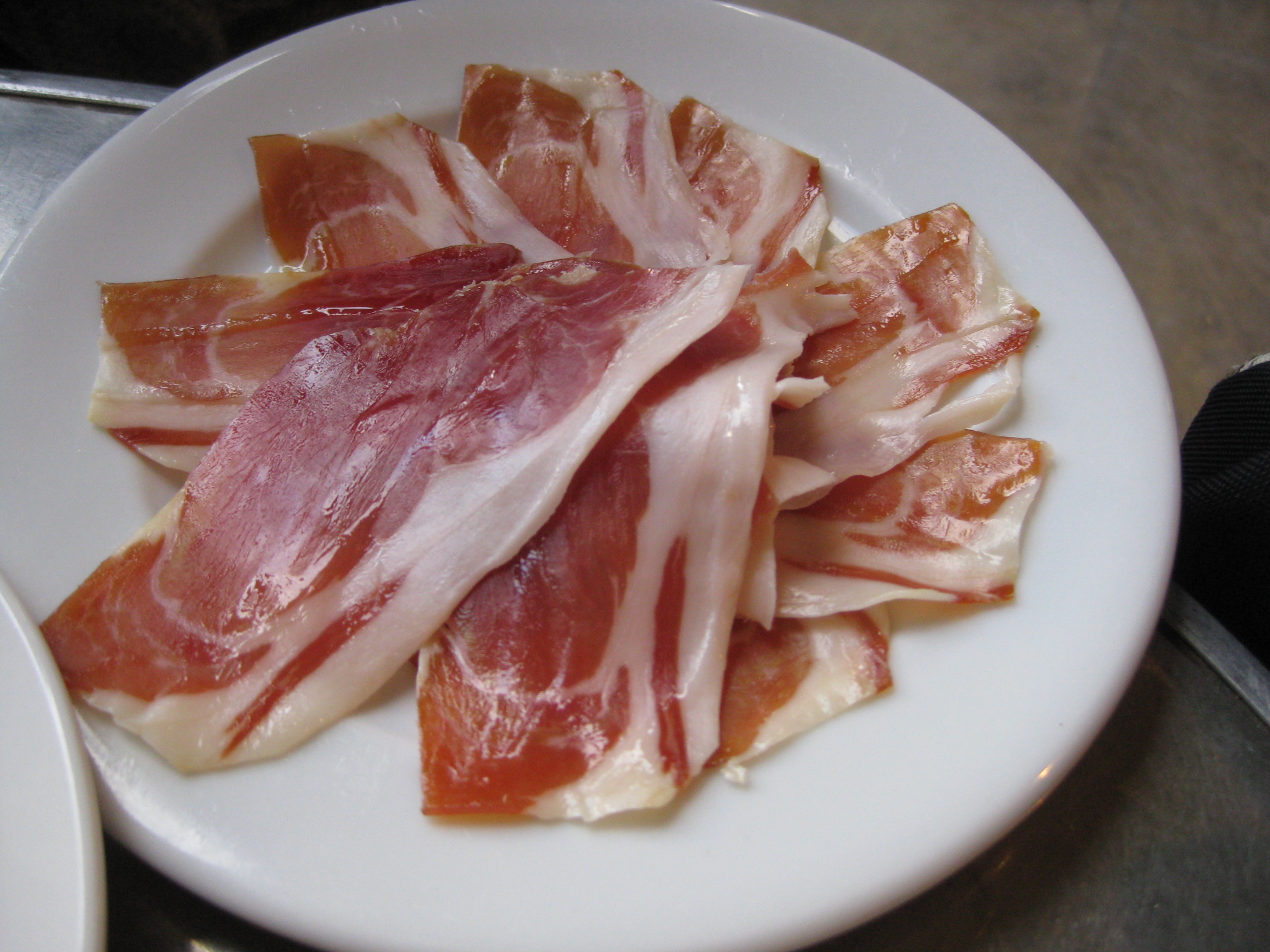
Jamón serrano w plasterkach

Jamón serrano, szynka serrano (po polsku szynka górska) – rodzaj surowej hiszpańskiej szynki, podsuszonej tradycyjnymi metodami w specyficznym klimacie na terenie Katalonii, Kastylii i Estremadury. Wytwarzana jest z całych udźców wieprzowych z kością – hiszp. „jamón” lub z łopatki – hiszp. „paleta”. Jest szynką długo dojrzewającą, dzięki procesowi suszenia w odpowiednich warunkach zyskuje specjalny smak, kruchość i aromat. Podczas długiego dojrzewania i podsuszania traci prawie 50% pierwotnej wagi mięsa.
Legenda głosi, że gdy w XV wieku w Hiszpanii szerzyła się inkwizycja hiszpańska, ludność wieszała nogi zwierzęce przed domem, dla oznaczenia wiary chrześcijańskiej. Goście byli częstowani szynką dla sprawdzenia, czy nie są wyznawcami judaizmu lub islamu. 

## Tapas (szynka serrano)

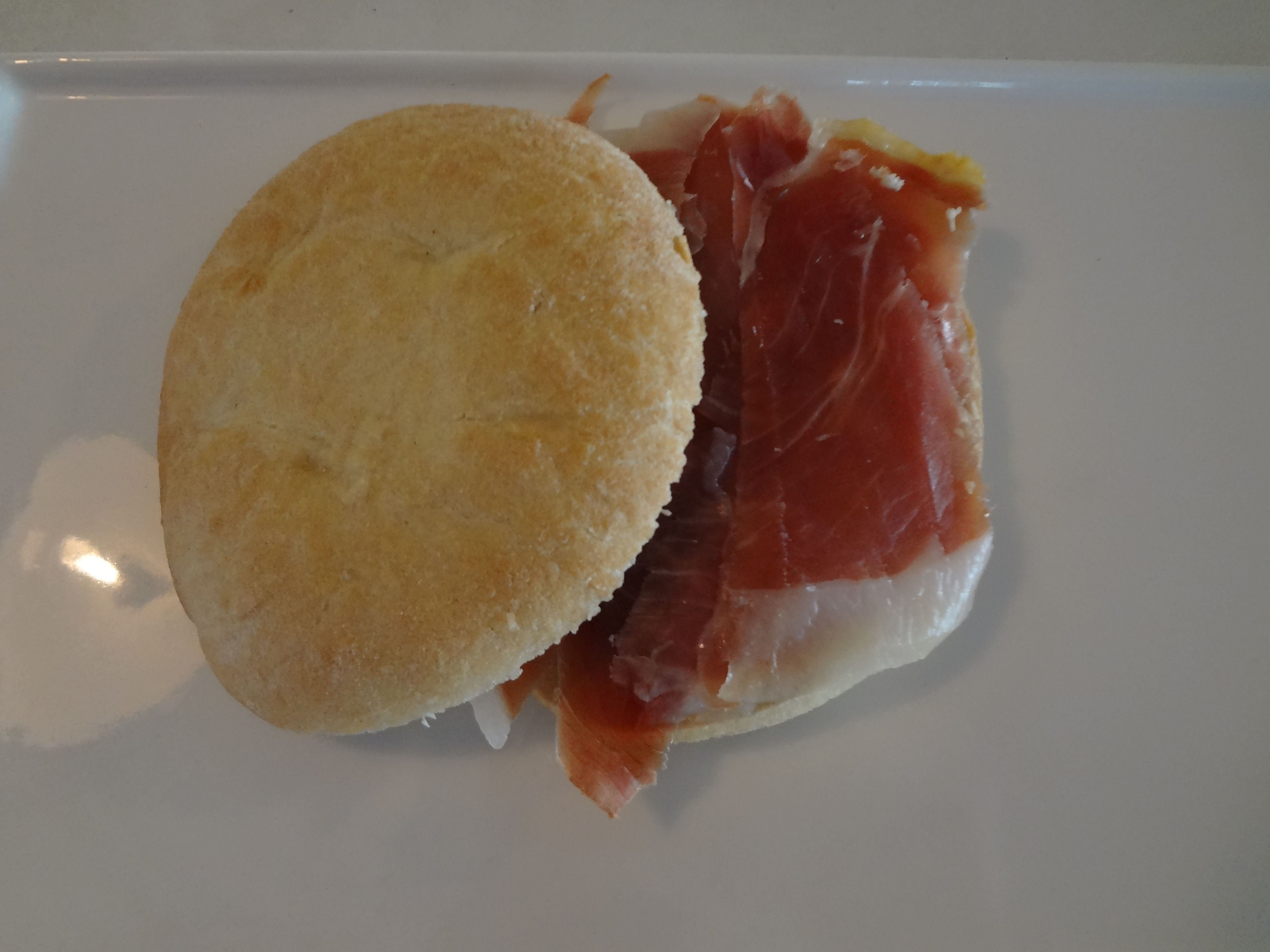
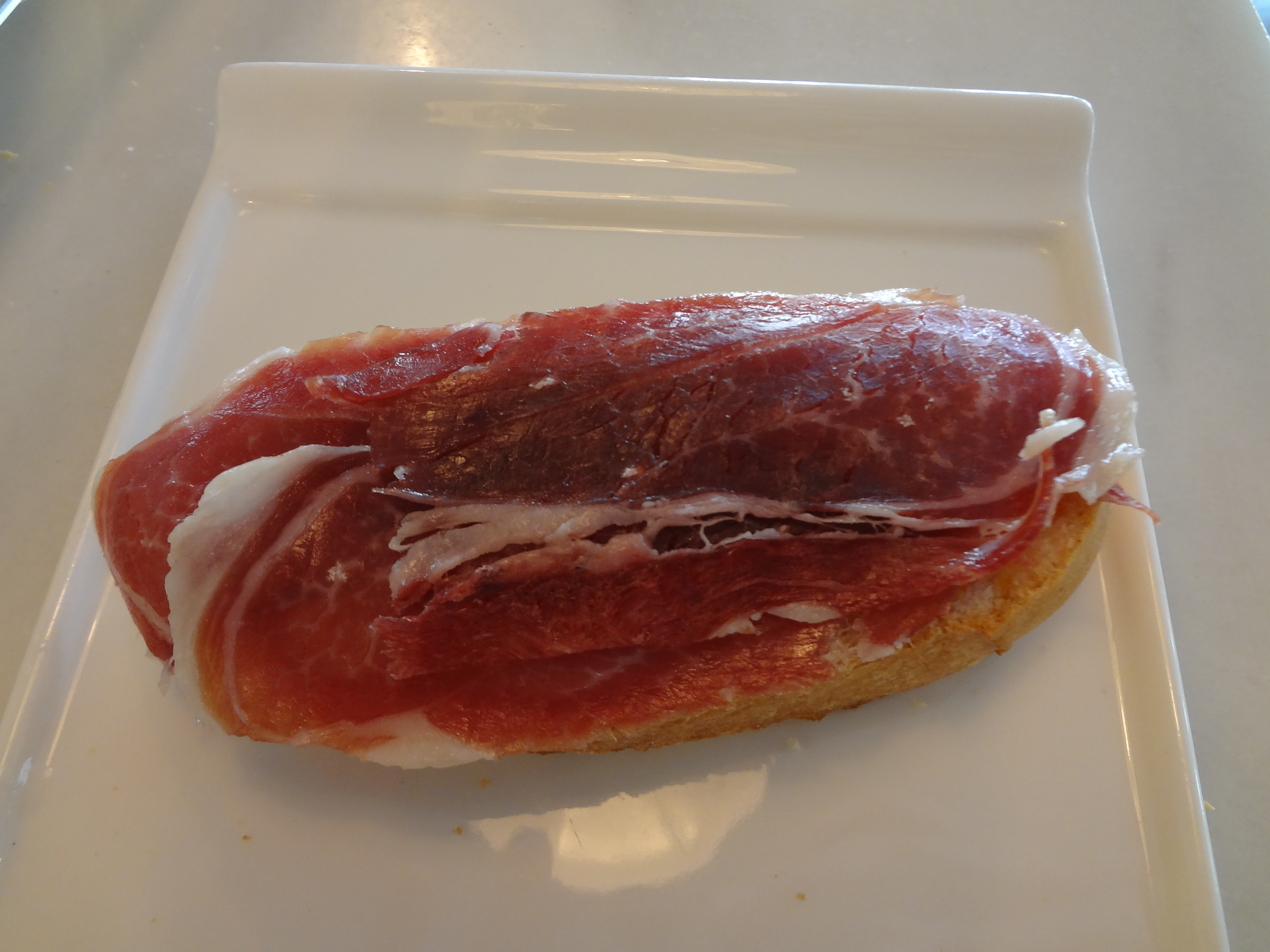